# Daniela Krien
Daniela Krien, née le 25 août 1975  à Neu Kaliß, est une écrivaine allemande.

## Œuvres littéraires
- Irgendwann werden wir uns alles erzählen, Graf Verlag (de), 2011

- traduit en français sous le titre Un jour nous nous raconterons tout par Bernard Lortholary, Paris, Flammarion, coll. « Littérature étrangère », 2012, 232 p.  (ISBN 978-2-08-128241-4)
- Muldental. Zehn Geschichten., Graf Verlag, 2014
- Die Liebe im Ernstfall, Diogenes Verlag (de), 2019

- traduit en français sous le titre L’Amour par temps de crise par Dominique Autrand, Paris, Albin Michel, coll. « Les grandes traductions », 2021, 327 p.  (ISBN 978-2-226-44921-4)
- Der Brand, Diogenes Verlag, 2021

- traduit en français sous le titre L’Incendie par Dominique Autrand, Paris, Albin Michel, coll. « Les grandes traductions », 2023, 240 p.  (ISBN 978-2-226-47399-8),

## Documentaire
- Die Schönheit in uns : Der Fotograf Jock Sturges, avec Christian Klinger, 2009[4]

## Prix
- Prix Nicolas Born du premier roman, 2015
- Sächsischer Literaturpreis (de), 2020

### Source de la traduction
- (de) Cet article est partiellement ou en totalité issu de l’article de Wikipédia en allemand intitulé « Daniela Krien » (voir la liste des auteurs).